# Храм Святого Владимира (Днепр)
Храм Святого Равноапостольного Князя Владимира — православный храм Днепропетровской епархии Украинской православной церкви Московского Патриархата основан в 1999 году, г. Днепр.
Настоятель храма протоиерей Георгий Вольховский.
28 мая 1999 года в храме Святого Равноапостольного Князя Владимира города Днепропетровска был отслужен первый молебен, а в праздник Троицы — 30 мая — совершена первая Литургия.
До этого жизнь храма началось с организации и проведения Воскресной школа которая имеет два отделения: взрослое и детское.

## Галерея

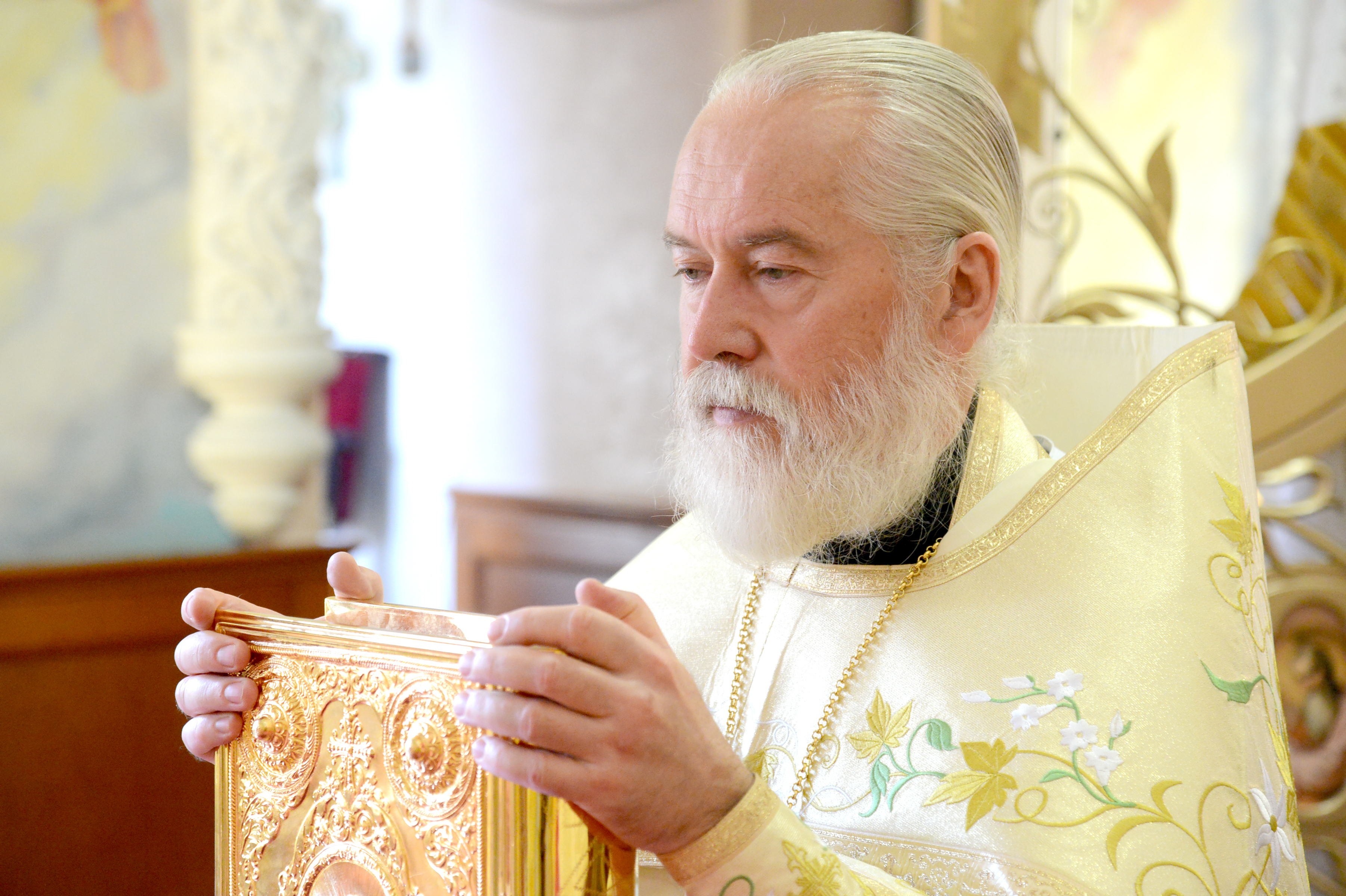
Протоиерей Георгий Вольховский
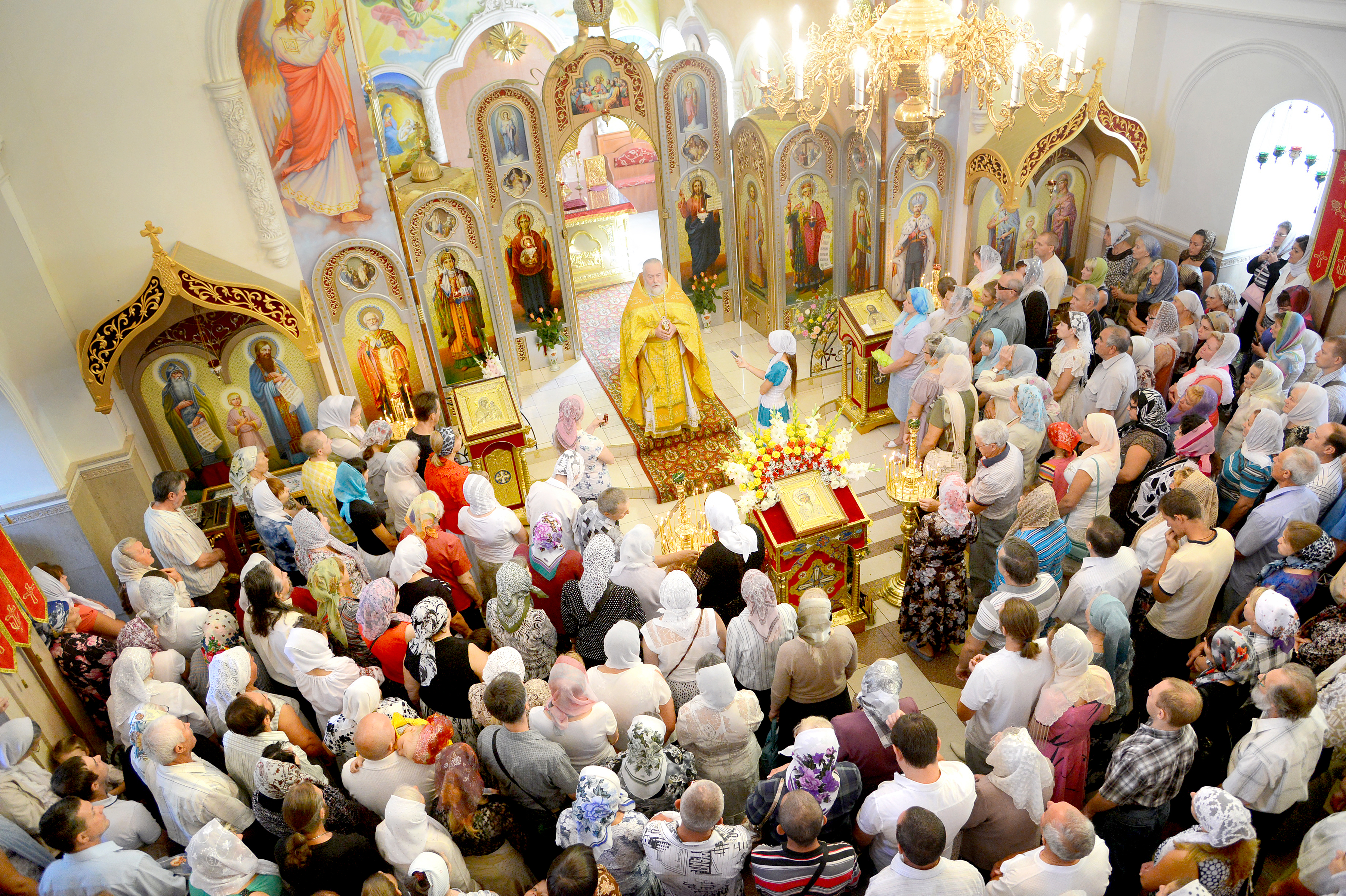
Служба в храме
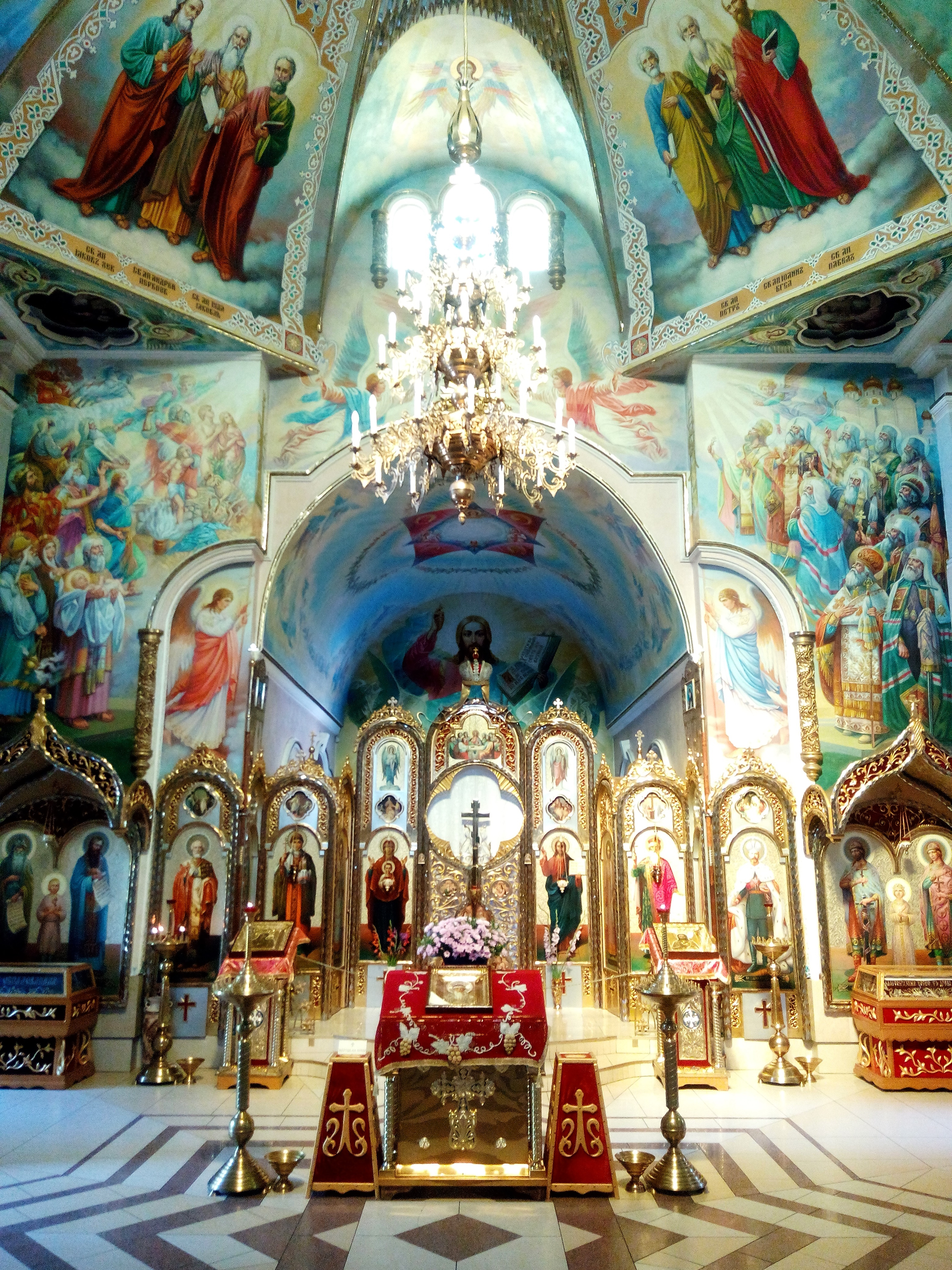
Иконостас